# Ахметьево
Ахме́тьево (тат. Әхмәт) — деревня в Заинском районе Республики Татарстан, в составе Кадыровского сельского поселения.

## География
Деревня расположена на реке Зыча, в 29 км к северо-востоку от города Заинска.

## История
Деревня основана в начале XVIII века. 
До 1860-х годов жители относились к категории государственных крестьян. Они происходили из бывших ясачных и служилых татар, в том числе старо- и новокрещёных крестьян. Население деревни было мусульманским и кряшенским.
Жители занимались земледелием, разведением скота, пчеловодством, плотничным промыслом, другими кустарными промыслами. К числу занятий жителей относился зимний извоз на Бирско-Мамадышском и Бетькинском коммерческих трактах. Плотники деревни создавали артели и подряжались на строительство домов, мостов, общественных зданий.
Во время Крестьянской войны 1773—1775 годов местное население активно выступило на стороне пугачёвцев, выставив вооружённый отряд в составе 300 человек.
В 1844 году в Ахметьево была построена деревянная мечеть, при мечети действовало медресе. В 1903–1904 годах (по другим данным – в 1897–1902 годах) была построена кирпичная мечеть в стиле эклектики (закрыта в начале 1930-х годов, в 1996 году восстановлена, памятник архитектуры).
Жители-христиане деревни относились к приходу Казанско-Богородицкой церкви села Федотово, с 1888 года – Спасской церкви села Бурды. В 1871 году открыта школа Братства святителя Гурия, позднее – земская школа. На рубеже XIX—XX веков построена деревянная церковь-школа (в советский период закрыта, здание использовалось под клуб).
В «Списке населенных мест по сведениям 1870 года», изданном в 1877 году, населённый пункт упомянут как деревня Ахметева 4-го стана Мензелинского уезда Уфимской губернии. Располагалась при речке Зыче, по правую сторону коммерческого тракта из Бирска в Мамадыш, в 68 верстах от уездного города Мензелинска и в 25 верстах от становой квартиры в селе Бережные Челны. В деревне, в 104 дворах жили 603 человека (298 мужчин и 305 женщин, татары, русские), были мечеть, училище, водяная мельница. Жители занимались земледелием, скотоводством, пчеловодством, плотничеством.
По сведениям начала XX века, в деревне имелись 2 хлебозапасных амбара, 5 торговых лавок, общественная водяная мельница, кузница; земельный надел сельской общины составлял 1565 десятин.
По подворной переписи 1912–1913 годов в деревне было 212 дворов.
Жители деревни активно участвовали в «вилочном» мятеже 1920 года, население сильно пострадало во время голода 1921 года.
До 1920 года деревня входила (в 1870—1890-х годах — волостной центр) в Ахметьевскую волость Мензелинского уезда Уфимской губернии. С 1920 года в составе Мензелинского, с 1922 — Челнинского кантонов ТАССР. С 10 августа 1930 года в Челнинском, с 10 февраля 1935 года в Заинском, с 1 февраля 1963 года в Челнинском, с 1 ноября 1972 года в Заинском районах.
В период коллективизации в деревне был организован колхоз, в 1998—2006 годы — сельскохозяйственный производственный кооператив.

## Население
| 1795 | 1859 | 1870 | 1913 | 1926 | 1938 | 1949 | 1958 | 1970 | 1979 | 1989 | 2000 | 2017 |
| ---- | ---- | ---- | ---- | ---- | ---- | ---- | ---- | ---- | ---- | ---- | ---- | ---- |
| 145  | 506  | 603  | 1271 | 817  | 753  | 560  | 427  | 470  | 391  | 222  | 250  | 217  |

Национальный состав деревни — татары, в том числе татары-кряшены – 56%.

## Экономика
В деревне действует крупный молочно-товарный комплекс агрофирмы «Зай». Жители занимаются полеводством, животноводством.

## Инфраструктура
Клуб, фельдшерско-акушерский пункт.

## Известные люди
Дунаев, Николай Иванович (род. 3 мая 1937 г.) — российский актёр и театральный педагог. 